# Hypertrace
Hypertrace — дебютный студийный альбом западногерманской метал-группы Scanner, выпущенный в 1988 году на лейбле Noise Records.

## Список композиций
Тексты все песен написаны Михаэлем Кноблихом.
| №                   | Название               | Музыка                     | Длительность |
| ------------------- | ---------------------- | -------------------------- | ------------ |
| 1.                  | «Warp 7»               | Юлиус, Борк, Софа, Кноблих | 4:27         |
| 2.                  | «Terrion»              | Юлиус                      | 4:53         |
| 3.                  | «Locked Out»           | Юлиус                      | 6:23         |
| 4.                  | «Across the Universe»  | Юлиус, Борк, Кноблих       | 3:52         |
| 5.                  | «R.M.U.»               | Юлиус, Борк, Софа, Кноблих | 5:46         |
| 6.                  | «Grapes of Fear»       | Юлиус, Софа, Кноблих       | 3:58         |
| 7.                  | «Retaliation Positive» | Юлиус, Борк, Кноблих       | 4:25         |
| 8.                  | «Killing Fields»       | Юлиус, Борк, Софа, Кноблих | 4:23         |
| Общая длительность: | Общая длительность:    | Общая длительность:        | 38:07        |

| №  | Название                                               | Музыка      | Длительность |
| -- | ------------------------------------------------------ | ----------- | ------------ |
| 9. | «Wizard Force (бонус-трек на CD 1988, 1990 и 1998 г.)» | Юлиус, Софа | 4:25         |

| №   | Название                                            | Музыка | Длительность |
| --- | --------------------------------------------------- | ------ | ------------ |
| 10. | «Galactos (бонус-трек на CD-издании 1990, 2013 г.)» | Юлиус  | 3:45         |

## Участники записи
- Михаэль Кноблих — вокал;
- Аксель Юлиус — электрогитара;
- Том Софа — электрогитара;
- Мартин Борк — бас-гитара;
- Вольфганг Колорз — ударные.
- Ральф Шиперс — бэк-вокал (Locked Out);
- Ральф Краузе — звукоинженер;
- Бернд Шмидт — звукоинженер;
- Френк Борнеманн — продюсер;
- Мартин Беккер — фотограф.

## Переиздания
В 2013 году, американский лейбл Divebomb Records выпустил 1000 экземпляров ремастированного издания данного альбома. Помимо вышеперечисленных композиций, данная версия содержит один бонус-трек — «Galactos», а также, запись интервью с Акселем Юлиусом.